# 侏罗纪
| 侏罗纪 201.3–145百万年前 PreЄ Є O S D C P T J K Pg N |                                |
| 中侏羅世（1.7亿年前）的地球                          |                                |
| 全時期平均大氣O 2含量                                | 约13.5 Vol % （为現代的68% ）  |
| 全時期平均大氣CO 2含量                               | 约1950 ppm （为前工業時期7倍） |
| 全時期平均地表溫度                                   | 约16.5℃ （高於現代3℃）         |

侏罗纪（英語：Jurassic，符号J）是一个地质年代，界于三叠纪和白垩纪之间，長達5360萬年。侏羅紀是中生代的第二个纪，開始於三疊紀-侏羅紀滅絕事件，約2億零130萬年前（誤差值為60萬年）到1億4500萬年前（誤差值為400萬年）這一段時間內，虽然侏羅紀的岩石标志非常明显和清晰，其开始和结束的准确时间却如同其它古远的地质时代，无法非常精确地被确定。整个侏罗纪幾乎都处於温暖而酷似温室的气候，促進了裸子植物和真蕨植物的大量繁盛，在中後期形成覆蓋全球的廣闊森林，如今澳大利亚和南极洲丰富的煤炭资源就是來源於此。
现已发现的化石，记载了侏罗纪气候环境和构造活动十分独特。盘古大陆自石炭纪形成（3亿年前）以来至三叠纪持续维持，但在晚三叠世後开始分裂。侏罗纪时，十足的板块运动，导致了南美洲的南部从非洲分开。勞亞大陸（其中包括北美和欧亚大陆）也逐渐地从非洲和南美洲分离，造就了大西洋和墨西哥湾。沿着这些裂谷大陆的边缘，火山活动频繁。与此同时，欧亚大陆向南移动，缩小了特提斯洋。随着海平面的不断上升，北美和欧洲间形成了大陆边缘的海道。侏罗纪时期，地球上要比三叠纪时拥有更多的独立陆块，导致海岸带增多。尽管在侏羅紀時仍有大范围的干旱地区，但绿地范围相较三叠纪已扩大數倍。劳亚大陆和南部的冈瓦纳大陆生物群，在许多方面，仍然十分独特。不过侏罗纪时，动物群具备了较多的洲际色彩。现已发现，一些动物和植物物种，几乎遍及全世界，而不是只被限制在特定区域。
在侏羅紀前期，因為剛剛經歷大滅絕，所以各種動植物都非常稀少，屬於休養生息的階段，大部份偽鱷類和獸孔目滅絕，小部份變為適應雨林、叢林生活的形態。這些生態位空隙讓恐龍總目一枝獨秀，伺機稱霸陸地。在森林逐漸恢復後，植食性的早期蜥腳亞目恐龍開始數量暴增，導致肉食性的角鼻龍下目也跟著增多。在海洋中，菊石亞綱開始大量出現，眾多海洋軟體動物的出現吸引魚龍超目進入海洋，成為了第一批重新回歸海洋的陸地動物。
侏羅紀中晚期，恐龍真正成為地球上最繁榮的優勢物種，開啟持續統治地球1.4億年的恐龍时代，直到白堊紀-第三紀滅絕事件為止。陸地上，真蜥腳類恐龍開始成為地球歷史上最大的陸地動物，劍龍類和異特龍超科分佈於全球各地。其餘物種中，翼龍目成為第一批飛上天空的脊椎動物，鳥類開始從恐龍中迅速分化出來，有鱗目開始在熱帶地區、沙漠地區中從原始雙孔亞綱進化出來，離片椎目在沼澤和樹林中逐漸進化為無尾目。海洋中，蛇頸龍亞目也成為主要的海洋爬行動物，從蛇頸龍類中進化出的上龍亞目則成為海洋中的頂級掠食者，海鱷亞目緊隨其後，輻鰭魚類中的真骨魚開始全面替代原本的各類硬骨魚類。

## 語源
侏罗纪是由亞歷山大·布隆尼亞爾命名，名稱取自於德國、法國、瑞士邊界的侏罗山，侏罗山有很多大規模的海相石灰岩露頭。
中文名称源自旧时日本人使用日语汉字音读的音译名（音读：ジュラキ，罗马字：juraki）。

## 侏罗纪亚层
侏罗纪由三叠纪末期灭绝事件之后开始，一般分为早、中、晚三世，在歐洲又名里阿斯世（Lias）、道格世（Dogger）、麻姆世（Malm）。

## 生物群

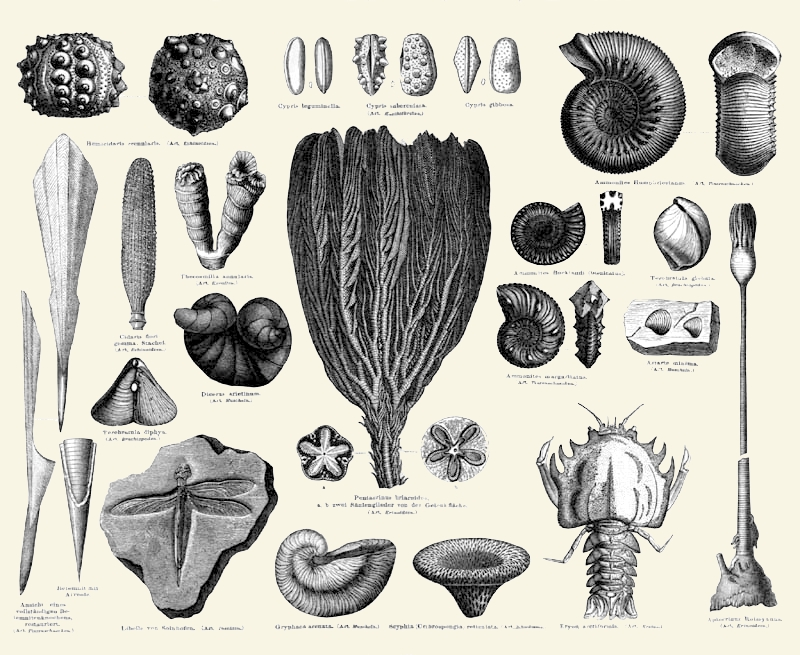
侏罗纪时期的代表无脊椎生物化石

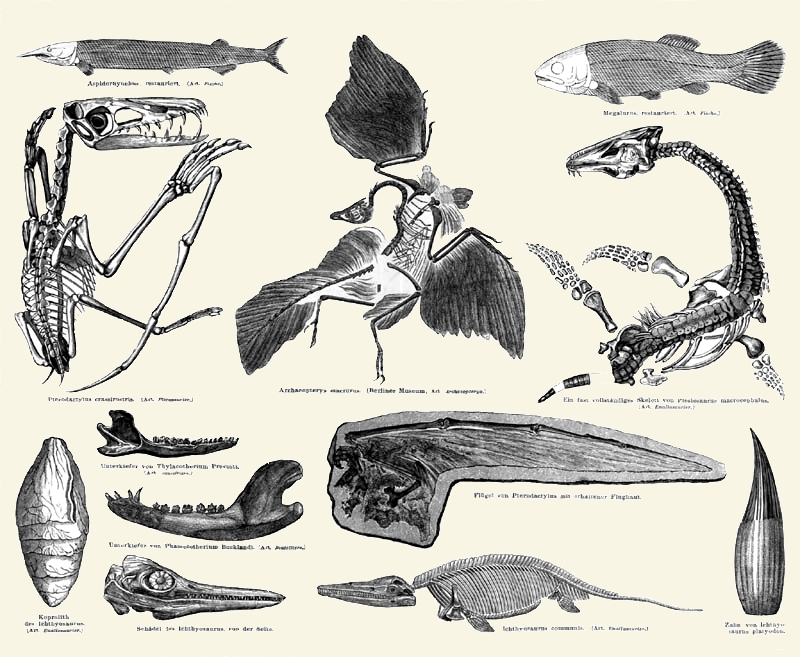
侏罗纪时期的代表脊椎动物化石

### 动物群

#### 陸地
早侏罗世：恐龙剛剛崛起，板龙科、大椎龙科、黑丘龍科等基础蜥脚类開始興盛，其主要掠食者有雙冠龍科、腔骨龍總科等兽脚类。鳥臀目還未真正發展起來。
中-晚侏罗世：恐龍正式開始興盛和繁衍壯大，成為陸地上的優勢物種。
大型蜥腳下目恐龍大批繁衍包括：鲸龙科、马门溪龙科、图里亚龙类、梁龙科、圆顶龙科、腕龙科等，以蕨類、蘇鐵、针叶树為食。
其主要掠食者包括角鼻龙科、皮亚尼兹基龙科、斑龙科、中棘龙科、异特龙科。鳥臀目的數量仍然較蜥臀目恐龍少，但剑龙亚目與其他小型鳥臀目恐龍佔據者中到小型的植食性恐龍生態位。
翼龍目支配着飛行生態位。侏羅紀後期，第一批鸟翼类出現，牠們演化自小型手盗龙类恐龍，但是並未成為天空的優勢物種。
第一批哺乳類於此時出現。但是數量稀少，對恐龙而言不構成威脅，只能在樹洞或者地下以昆蟲為食。滑体两栖类出现。

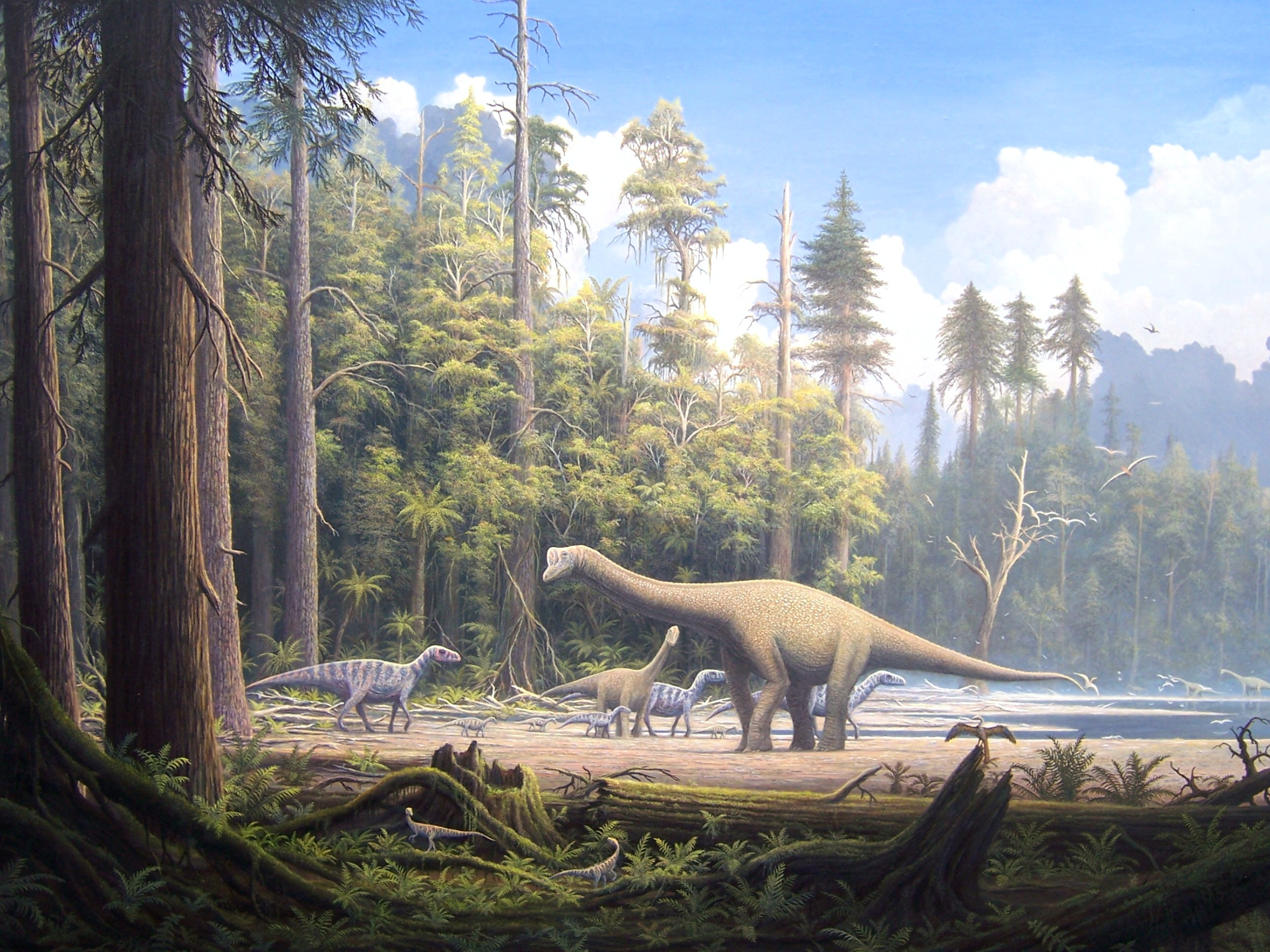
歐洲的歐羅巴龍，代表大型恐龍成為侏羅紀和白垩纪的優勢陆地動物
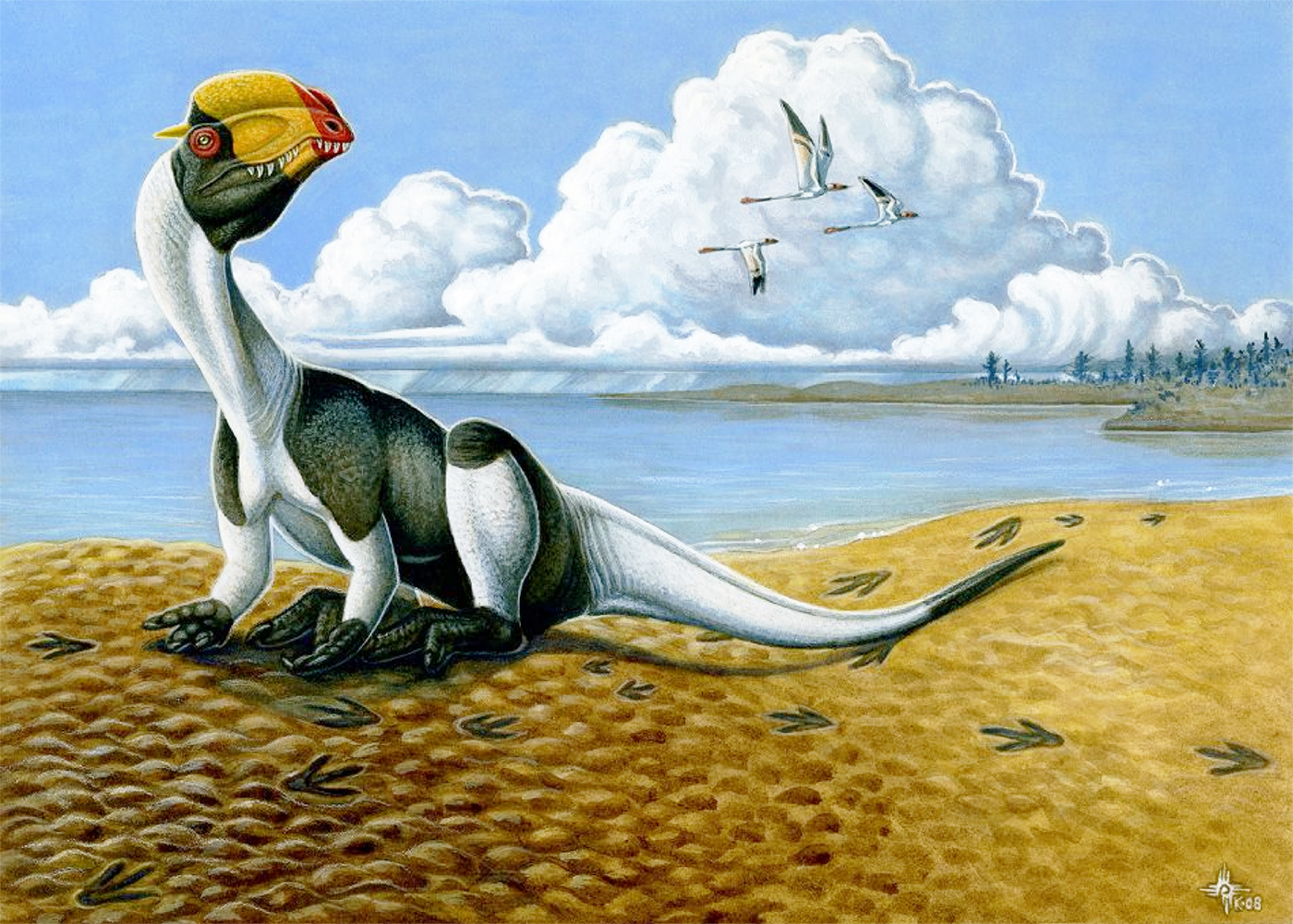
对圣乔治地区早侏罗世的环境复原，其图中双冠龙呈鸟状休息姿势

#### 海洋
侏罗纪的海洋裡，鱼类持續发展和海生爬行动物逐漸壯大、成為優勢物種，此時的海生爬行動物包括：魚龍目、蛇頸龍目、海生鱷魚（地蜥鱷科與真蜥鱷科）。
在無脊椎動物方面，出現了數種新的演化支（例如短尾下目（螃蟹）、真虾下目等）。侏羅紀時期的有殼無脊椎動物相當多樣（例如进入全盛时期的菊石），有殼無脊椎動物造成的生物侵蝕增加，尤其是生痕化石。
浮游生物的12個演化支中，有4或5個演化支在侏羅紀時期首次出現、或輻射演化。

### 植物群

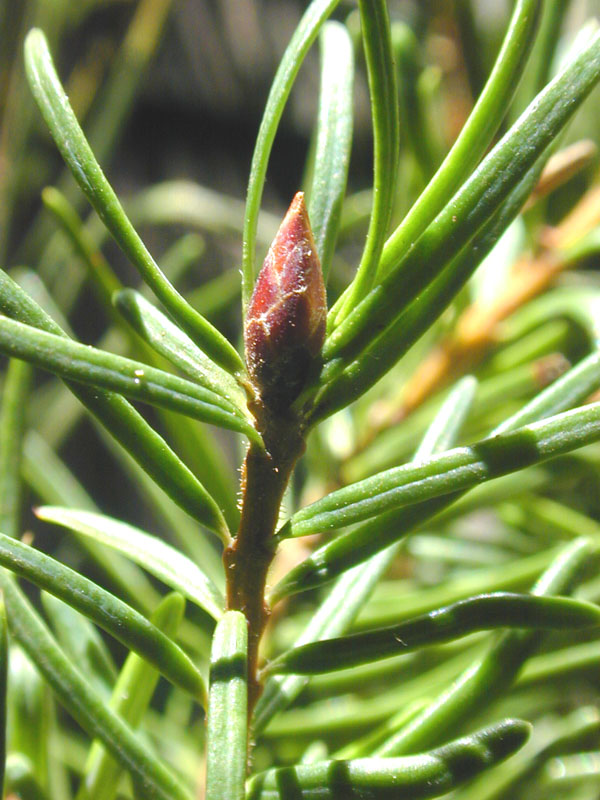
針葉樹是侏羅紀常見的植物

三疊紀的大陸型氣候，在侏羅紀逐漸消失，尤其是在高緯度地區。侏羅紀的氣候溫暖，使地表佈滿大型森林。侏羅紀的裸子植物相當多樣化。如同三疊紀，此時期的優勢植物是裸子植物的松柏綱，它們十分多樣化，是各地大型森林的主要成員。繁盛於侏羅紀，並存活至今的松柏綱包括：南洋杉科、三尖杉科、松科、羅漢松科、紅豆杉科、杉科。已滅絕的松柏綱則包括：低緯度的優勢植物掌鱗杉科、以及灌木大小的本內蘇鐵目。蘇鐵也相當常見，銀杏與樹蕨常出現在森林中。較小型蕨類，可能是優勢低矮植物。Caytoniacea是群灌木至小型數木大小的植物，是這個時期的另一群重要植物。北半球的中高緯度地區，類似銀杏的植物特別普遍。在南半球，羅漢松科則是常見的植物，銀杏與線銀杏目較為少見。

## 地理与气候

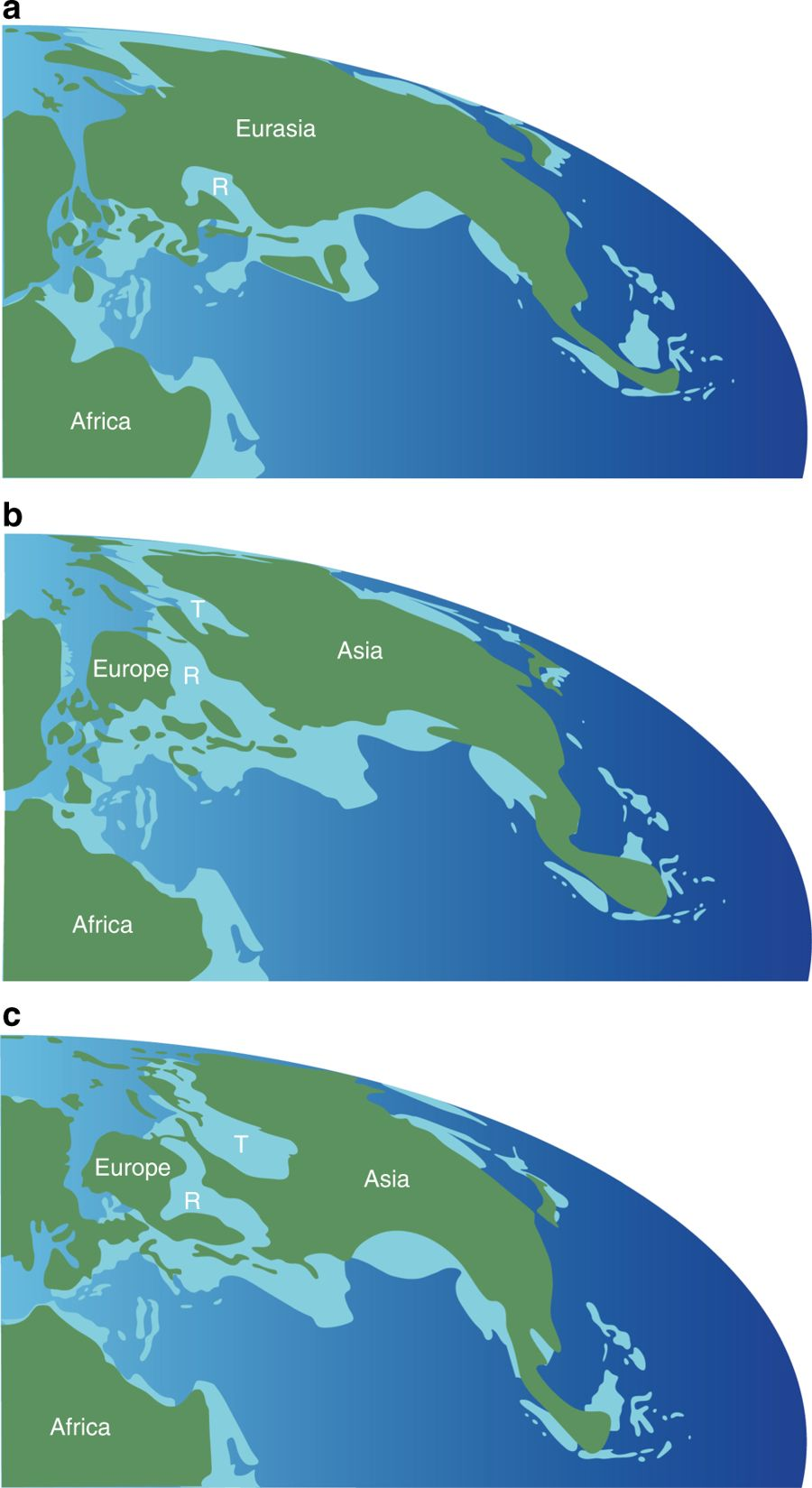
古地理地图显示了中侏罗世至早白垩世之间欧洲与中亚之间海峡的形成和消失。
A：中侏罗世（170 Ma）
B：晚侏罗世（160 Ma）
C：早白垩世（138 Ma）
R：Russian Platform Sea
T：图尔盖海

侏羅紀時期的大氣層氧氣含量是現今的68%，二氧化碳含量是工業時代前的7倍，氣溫則是高於今日約攝氏3°。
侏羅纪早期，盘古大陆分裂为兩块：北方的勞亞大陸，與南方的岡瓦那大陸。墨西哥灣出現，位於北美洲與猶加敦半島之間。刚开始的北大西洋比较窄。而南大西洋要到白堊紀時，岡瓦那大陸分裂，才開始出現。特提斯洋開始閉合，地中海出現。气候温暖，没有冰川的遺跡。如同三疊紀，南北極地区没有陆地，也沒有冰帽的證據。
西欧海岸发现了许多侏罗纪的海洋生物，顯示這地區當時是熱帶的淺海地區。著名的地點包括英國南部的侏羅紀海岸，以及德國的晚三疊紀候斯瑪登與索倫霍芬地層。北美洲的侏羅紀地層較少露頭，因此較少被發現。在侏羅紀晚期，森丹斯海（陸緣海）在美國北部與加拿大留下許多海相沉積層。這個時期的北美洲地層大多為陸相沉積層，例如莫里遜組。
侏羅紀的海洋富含鈣，在非生物性碳酸鈣沈澱物中，主要的成分是鎂離子低的鈣。各地常見碳酸岩與鈣質鮞石、鈣質膠結物，而當時的無脊椎動物常具有鈣質外殼。在侏羅紀中期，北美洲的科迪勒拉山系形成（內華達造山運動），是已知最早的侏羅紀大型岩基。侏羅紀的重要露頭分布於以下地區：俄羅斯、印度、南美、日本、澳大拉西亞以及英國。

### 腳註
1. ↑  http://uahost.uantwerpen.be/funmorph/raoul/fylsyst/Berner2006.pdf
2. ↑  Image:Phanerozoic Carbon Dioxide.png
3. ↑  Image:All palaeotemps.png
4. 1 2 3 4 5  Kazlev, M. Alan (2002) Palaeos website （页面存档备份，存于） Accessed July. 22, 2008
5. ↑  Carroll, R. L. . New York: WH Freeman. 1988. ISBN 978-0-7167-1822-2.
6. 1 2  Haines, Tim (2000) Walking with Dinosaurs: A Natural History, New York: Dorling Kindersley Publishing, Inc., p. 65. ISBN 0-563-38449-2.
7. 1 2 3 4 5  Behrensmeyer, Anna K., Damuth, J.D., DiMichele, W.A., Potts, R., Sues, H.D. & Wing, S.L. (eds.) (1992), Terrestrial Ecosystems through Time: the Evolutionary Paleoecology of Terrestrial Plants and Animals, University of Chicago Press, Chicago and London, ISBN 0-226-04154-9 (cloth), ISBN 0-226-04155-7 (paper)
8. ↑  . scotese.com.   [2008-07-02]. （原始内容存档于1999-03-02）.
9. ↑  .   [2008-07-02]. （原始内容存档于2007-07-14）.
10. ↑  The National Atlas of the United States of America. . nationalatlas.gov.   [2008-07-02]. （原始内容存档于2007-07-15）.
11. ↑  Monroe, James S., and Reed Wicander. (1997) The Changing Earth: Exploring Geology and Evolution, 2nd ed. Belmont: West Publishing Company, 1997. ISBN 0-314-09577-2

### 文獻
- Mader, Sylvia (2004) Biology, eighth edition
- Ogg, Jim; June, 2004, Overview of Global Boundary Stratotype Sections and Points (GSSP's) https://web.archive.org/web/20060423084018/http://www.stratigraphy.org/gssp.htm Accessed April 30, 2006.
- Stanley, S.M. and Hardie, L.A. (1998). "Secular oscillations in the carbonate mineralogy of reef-building and sediment-producing organisms driven by tectonically forced shifts in seawater chemistry". Palaeogeography, Palaeoclimatology, Palaeoecology 144: 3-19.
- Stanley, S.M. and Hardie, L.A. (1999). "Hypercalcification; paleontology links plate tectonics and geochemistry to sedimentology". GSA Today 9: 1-7.
- Taylor, P.D. and Wilson, M.A., 2003. Palaeoecology and evolution of marine hard substrate communities. Earth-Science Reviews 62: 1-103.